# Encephalartos gratus
Encephalartos gratus ist ein Vertreter der Palmfarne (Cycadales) und gehört zur Gattung der Brotpalmfarne (Encephalartos).

## Merkmale
Die Stämme stehen einzeln, sind kugelig oder bis zu 1,2 Meter hoch und 60 cm breit. Die Cataphylle sind dreieckig, allmählich zugespitzt, 8 bis 12 cm lang, an der Basis 3 bis 4 cm breit und meist an der Unterseite wollig behaart. Die zahlreichen Blätter sind bogig, verkehrt-lanzettlich oder linealisch, 0,9 bis 1,8 m lang und 34 bis 44 cm breit; sie sind flach mit gerundeter Spitze und abrupt verengender Basis. Der Blattstiel ist 10 bis 12 cm lang, hat eine geschwollene Basis und ist dicht braun behaart. Die Rhachis ist leicht kegelförmig, glatt oder mit leichten Furchen versehen. Die Fiederblättchen stehen in 30 bis 70 Paaren; sie überlappen sich nicht, sind dumpf grün, biegsam, gerade oder nach vorne gebogen. Die basal stehenden Blättchen sind zu Dornen reduziert. Die mittleren Blättchen sind lanzettlich, 18 bis 26 cm lang und 23 bis 35 mm breit; der obere Rand weist zwei bis sieben Dornen auf, der untere keinen oder bis zu sechs dornige Zähne.
Die weiblichen Zapfen stehen einzeln oder bis zu zehnt. Sie sind zylindrisch bis annähernd kegelig, 55 bis 68 cm lang und 15 bis 20 cm im Durchmesser. Die Farbe ist dunkelbraun. Der Stiel ist 11,2 bis 13,7 cm lang bei 5 bis 7,5 cm im Durchmesser. Die mittleren Sporophylle sind rund 30 mm hoch und 56 mm breit. Die Sarcotesta des Samens ist zur Reife stumpf zinnoberrot, die Sclerotesta ist eiförmig, 30 bis 37 mm lang, 19 bis 210 mm im Durchmesser und mehr oder weniger glatt mit 11 bis 14 undeutlichen Längsfurchen.
Die männlichen Zapfen stehen einzeln bis zu fünf. Sie sind ei- bis spindelförmig, 30 bis 40 cm lang bei einem Durchmesser von 7,5 bis 10 cm. Der Zapfen ist dicht rotbraun behaart. Der Stiel ist 15 bis 17,5 cm lang, behaart und stumpf gelbgrün mit tiefroten Punkten. Die mittleren Sporophylle sind 19 mm hoch und ebenso breit. Die Sporangien stehen in einem einzelnen, etwas herzförmigen Flecken.

## Verbreitung und Standorte
Encepalartus gratus ist in Malawi beheimatet und kommt am Mount Mulanje vor. Neuere Funde stammen aus Mosambik nahe Mavita und in der Serra Namuli im Nordosten von Gurué.
Sie wächst in felsigen Schluchten und an felsigen Flussufern, häufig in Felsspalten ohne sichtbare Erde. Sie kommt auch in der Savanne vor, wo die Pflanzen durch die jährlichen Feuer entlaubt werden. Sie kommt in Seehöhen von 675 bis 925 m vor in Gebieten mit 1000 bis 1750 mm jährlichen, vorwiegend sommerlichem Niederschlag. Die Temperaturen erreichen regelmäßig 35 bis 38 °C. Die Art gilt als nicht gefährdet.

## Entdeckungsgeschichte und Systematik
Erste Berichte über Palmfarne in diesem Gebiet gab es 1899, Herbar-Exemplare wurden nach Kew Gardens geschickt. 1916 wurde die Art von David Prain erstbeschrieben. Die nächstverwandten Arten sind nicht genau bekannt. Es dürfte sich dabei um Encephalartos hildebrandtii und Encephalartos manikensis handeln, zu letzterer gibt es Übergangsformen.

## Belege
- Loran M. Whitelock: The Cycads. Timber Press, Portland OR 2002, ISBN 0-88192-522-5.